# Języki wschodnio-północnoindyjskie
Języki wschodnio-północnoindyjskie – podgrupa językowa w obrębie języków indoaryjskich (indyjskich).

## Klasyfikacja wewnętrzna
Poniższa klasyfikacja oparta jest na podziale według Merritta Ruhlena.
Języki indyjskie
- Języki północnoindyjskie
  - Języki dardyjskie
  - Języki zachodnio-północnoindyjskie
  - Języki środkowo-północnoindyjskie
  - Języki wschodnio-środkowo-północnoindyjskie
  - Języki wschodnio-północnoindyjskie
    - Język orija
    - Języki bengalsko-asamskie
      - Język bengalski
      - Język asamski